# Juncus tenageia
Jonc des vasières, Jonc des marécages, Jonc des marais
Espèce
Classification APG III (2009)
Statut de conservation UICN

 LC  : Préoccupation mineure
Juncus tenageia, de noms vernaculaires Jonc des vasières, Jonc des marécages ou Jonc des marais est une espèce de plantes annuelle du genre Juncus (joncs), de la famille des Juncaceae. 

## Description

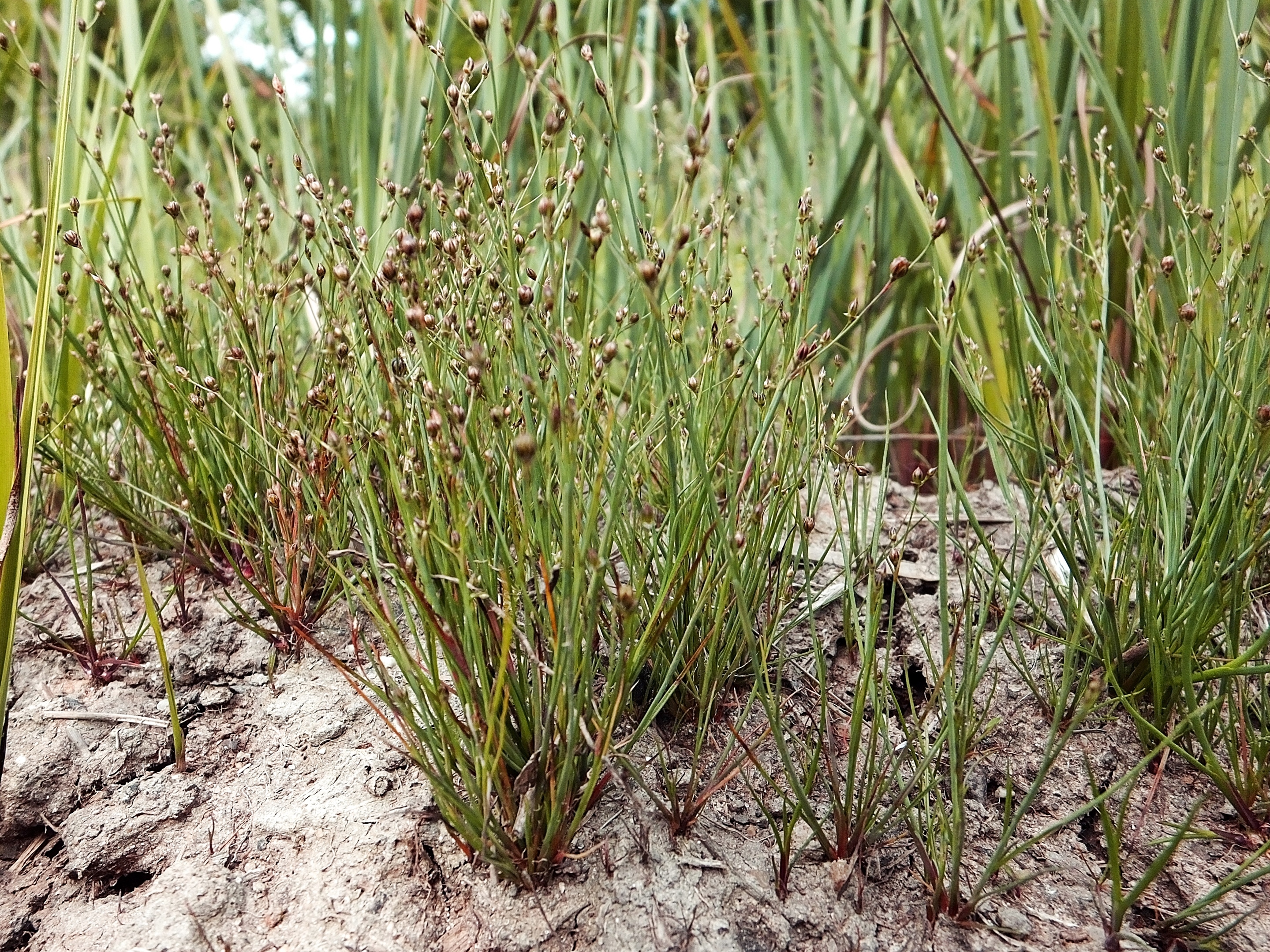
Plants de joncs des vasières.

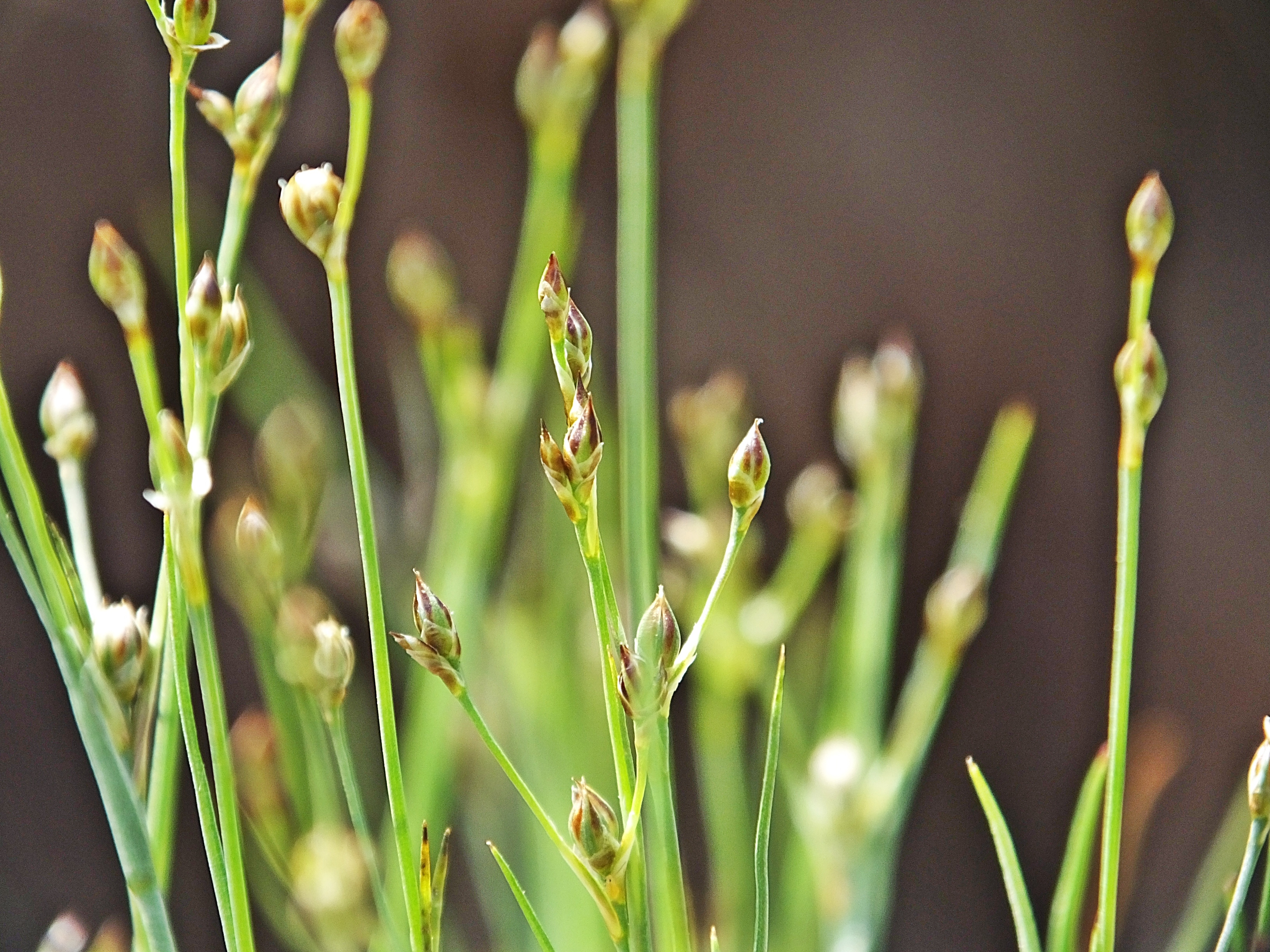
Inflorescences.

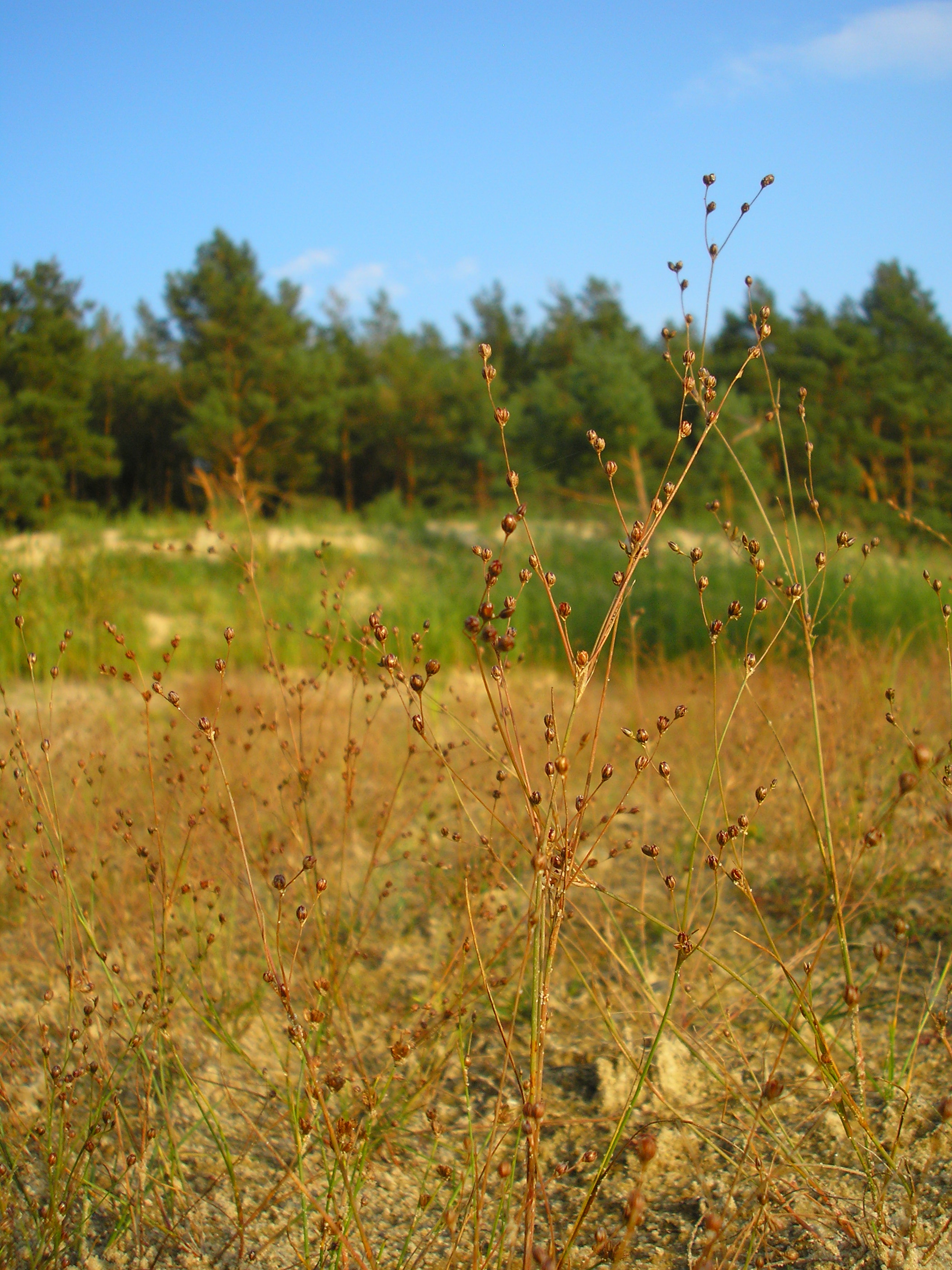
Joncs des vasières.

### Appareil végétatif
Le jonc des vasières est une plante annuelle de 3-30 cm de hauteur, glabre, à souche fibreuse. Les tiges très grêles, dressées, subcylindriques, sont munies de 1 à 3 feuilles courtes, filiformes, à gaine auriculée.

### Appareil reproducteur
L'inflorescence est très lâche, les fleurs brunâtres étant très espacées, solitaires, sessiles, disposées en panicule grêle, à rameaux étalés, presque dichotomes. Il y a six étamines ; les bractées sont très courtes ; sépales et les pétales sont presque égaux, ovales-allongés, aigus, ne dépassant pas les fruits bruns, globuleux. La floraison a lieu de juin à septembre.

## Répartition
Le jonc des vasières est présent au nord et à l'ouest de l'Asie, en Afrique septentrionale et en Europe centrale et méridionale.

## Habitat et écologie
Ce jonc préfère les terrains humides, sablonneux et argileux, généralement acides. On la trouve donc dans les sentiers, les bords d'étangs et de mares, les zones tourbeuses, les mouillères. La plante ne s'élève pas à une altitude importante dans les montagnes.

## Synonymes
- Juncus tenageia var. filiformis Gaudin, 1828
- Juncus tenageia var. racemosus Gaudin, 1828
- Juncus tenageia var. strictus Gaudin, 1828
- Juncus nanus Dubois, 1803
- Juncus vaillantii Thuill., 1799
- Tenageia vaillantii (Thuill.) Rchb., 1847[2]